# Festival di Napoli 1958
Il sesto festival della canzone napoletana si tenne a Napoli dal 12 al 14 giugno 1958.

## Classifica, canzoni e cantanti
| Posizione | Canzone                                  | Autori                                                                | Artista                                                                           | Voti |
| 1.        | Vurria                                   | (A. Pugliese e F. Rendine)                                            | Aurelio Fierro - Nunzio Gallo                                                     | 105  |
| 2.        | Tuppe-tuppe, Mariscia' Giulietta e Romeo | (E.De Mura, Marcello Gigante e D. Aracri) (U. Martucci e S. Mazzocco) | Maria Paris - Nicla Di Bruno Aurelio Fierro - Giacomo Rondinella e Nicla Di Bruno | 55   |
| 3.        | Suonno a Marechiaro                      | (Renato Fiore e Antonio Vian)                                         | Sergio Bruni - Mario Abbate                                                       | 49   |
| 5         | Basta ammore pe campa'                   | (Carlo Forte e Vittorio Gleijeses)                                    | Giacomo Rondinella - Nick Pagano                                                  | 45   |
| 6         | Rosi', tu sei l'amor!                    | (E. De Mura e F. Albano)                                              | Nino Taranto - Grazia Gresi                                                       | 38   |
| 7         | Torna a Vuca'                            | (Roberto Murolo)                                                      | Nunzio Gallo - Claudio Terni                                                      | 37   |
| 8         | 'O cantastorie                           | (Tito Manlio e Fanciulli)                                             | Sergio Bruni - Gloria Christian                                                   | 33   |
| 9         | Serenata arraggiata                      | (R. Mallozzi e F. Colosimo)                                           | Giacomo Rondinella - Antonio Basurto                                              | 23   |
| 10        | Chiove a Zeffunno                        | (Enzo Bonagura)                                                       | Sergio Bruni - Claudio Terni                                                      | 17   |

### Non finaliste
| Canzone                  | Autori                                    | Artista                                                        |
| Nun fa chiù 'a francese  | (Vincenzo De Crescenzo e Furio Rendine)   | Aurelio Fierro - Grazia Gresi                                  |
| Voglio a tte...          | (Michele Galdieri e Alberto Barberis)     | Marisa Del Frate - Cristina Jorio                              |
| Masto Andrea             | (A. Duyrat e E. Cataldo)                  | Maria Paris - Nicla Di Bruno                                   |
| Mandulino d' 'o Texas    | (Alberico Gentile e Edilio Capotosti)     | Gloria Christian - Nicla Di Bruno                              |
| Maistrale                | (Vincenzo De Crescenzo e N. Oliviero)     | Luciano Virgili - Claudio Terni                                |
| Si nasco n'ata vota      | (Perotti)                                 | Mario Abbate - Grazia Gresi                                    |
| Pecchè se canta a Napule | (E. Galdieri e G. Fontana)                | Nunzio Gallo - Marisa Del Frate                                |
| Sincerità                | (M. Sessa e Salvatore Mazzocco)           | Marisa Del Frate - Luciano Virgili                             |
| 'O calippese napulitano  | (testo di Nisa; musica di Walter Malgoni) | Gloria Christian e Nick Pagano - Cristina Jorio e Duo Festival |
| 'O palluncino            | (L. Cioffi e G. Cioffi)                   | Nino Taranto - Gloria Christian e Antonio Basurto              |

## Orchestra
Diretta dai maestri: Giuseppe Anepeta e Carlo Esposito.

## Organizzazione
Della Associazione Napoletana della Stampa